# Circonscription de Kercha
La circonscription de Kercha est une ancienne circonscription législativede l'État fédéré Oromia, elle se situe dans la Zone Guji. Sa représentante de 2005 à 2010 est Halaku Godana Kuna.